# Споторно
Споторно (итал. Spotorno) је насеље у Италији у округу Савона, региону Лигурија.
Према процени из 2011. у насељу је живело 3841 становника. Насеље се налази на надморској висини од 6 м.

## Становништво
Према резултатима пописа становништва 2011. у општини је живело 3.886 становника.
| 1931. | 1936. | 1951. | 1961. | 1971. | 1981. | 1991. | 2001. | 2011. |
| ----- | ----- | ----- | ----- | ----- | ----- | ----- | ----- | ----- |
| 1.681 | 1.728 | 2.160 | 2.773 | 4.320 | 4.548 | 4.264 | 3.803 | 3.886 |

## Партнерски градови
- Бад Дирхајм
- Сарбрикен
- Høje-Taastrup Municipality